# Beavis and Butt-head
Beavis & Butt-head è una sitcom animata statunitense del 1993, creata da Mike Judge.
La serie è incentrata su Beavis e Butt-head, due ragazzi scansafatiche caratterizzati dalla loro apatia, mancanza di intelligenza, umorismo volgare e passione per l'Hard rock e l'Heavy metal. Il duo vive le proprie giornate alle prese con la vita quotidiana e scolastica, resa però surreale dal loro comportamento bislacco; dotati infatti di una stupidità innata, il duo presenta un carattere menefreghista e cinico che li porta a ricercare il divertimento in attività frivole e pericolose (senza esserne coscienti), comportando a volte gravi conseguenze per sé stessi o per gli altri.
La serie è stata trasmessa per la prima volta negli Stati Uniti su MTV dall'8 marzo 1993 al 28 novembre 1997, per un totale di 200 episodi ripartiti su sette stagioni. In seguito è stata rinnovata per un'ottava stagione composta da 22 episodi, trasmessa su MTV dal 27 ottobre al 29 dicembre 2011, e successivamente in un reboot di due stagioni trasmesse su Paramount+ dal 4 agosto al 13 ottobre 2022 (prima stagione, indicata erronamente come "nona stagione") e dal 20 aprile al 29 giugno 2023 (seconda stagione, indicata erronamente come "decima stagione"). In Italia la serie è stata trasmessa su MTV dal 7 aprile 1998 al 26 luglio 2012, mentre il reboot su Paramount, il 13 aprile e il 13 luglio 2023. Durante la sua trasmissione iniziale, Beavis and Butt-Head ha ricevuto ampi consensi dalla critica per i suoi commenti satirici e feroci sulla società, sebbene il suo contenuto violento abbia generato polemiche. La popolarità della serie ha generato vari media correlati, tra cui il lungometraggio Beavis & Butt-Head alla conquista dell'America nel 1996 e la serie spin-off Daria nel 1997. Nel 2021 è stato annunciato un secondo film sempre sulla piattaforma di Paramount, intitolato Beavis & Butt-Head alla conquista dell'universo, uscito il 23 giugno 2022, il quale ha funto da episodio pilota per il reboot. Il 5 agosto 2025, venne annunciato, su Comedy Central, un ritorno della serie classica e del reboot del 2023.

## Genere e struttura
La serie, caratterizzata da un turpiloquio piuttosto frequente, tratta la storia di due adolescenti di nome Beavis e Butt-Head. Ogni episodio presenta frequenti scene interstiziali in cui criticano i video musicali usando commenti improvvisati da Judge. Nell'ottava stagione hanno commentato anche clip di altri programmi di MTV come Jersey Shore e True Life e di altre reti di proprietà di Viacom come Spike.
Analogamente nel reboot commentano, oltre ai video musicali, spezzoni di YouTube e TikTok.

## Episodi
| Stagione            | Episodi | Prima TV USA | Prima TV Italia |
| ------------------- | ------- | ------------ | --------------- |
| Corti               | 2       | 1992         | inediti         |
| Prima stagione      | 5       | 1993         | 1998            |
| Seconda stagione    | 26      | 1993         | 1998            |
| Terza stagione      | 31      | 1993-1994    | 1998            |
| Quarta stagione     | 32      | 1994         | 1999-2000       |
| Quinta stagione     | 50      | 1994-1995    | 1998-2000       |
| Sesta stagione      | 20      | 1995-1996    | 1998-1999       |
| Settima stagione    | 41      | 1997         | 1999            |
| Ottava stagione     | 22      | 2011         | 2012            |
| Nona stagione       | 23      | 2022         | 2023            |
| Decima stagione     | 27      | 2023         | 2023            |
| Undicesima stagione | N/D     | 2025         | N/D             |

Nota: In Italia così come negli Stati Uniti, gli episodi di Beavis and Butt-Head sono stati trasmessi due alla volta, tre alla volta nel caso della settima stagione, più raramente da soli (episodi speciali), fino a formare un blocco di circa 22 minuti. In Italia, per quanto riguarda le stagioni dalla prima alla settima, gli episodi non sono stati trasmessi seguendo l'ordine di trasmissione americano. Alcuni episodi, in gran parte quelli della terza stagione, non risultano essere stati doppiati.

## Personaggi
- Beavis: è il membro più sottomesso del duo, a causa dell'intelligenza più bassa rispetto a Butt-head. Viene quasi sempre mostrato di profilo, porta una capigliatura bionda in stile pompadour e si presenta con la mandibola leggermente più lunga della mascella. Porta una maglietta blu con la scritta del gruppo metal Metallica, di cui è un fan. Rispetto al suo amico Butt-head presenta un carattere molto più attivo, ed è ossessionato dalla violenza in tutte le sue forme e dal fuoco, oltre che dalle "fighette" (chiamano così le ragazze). Sembra inoltre soffrire di iperattività, che viene portata all'estremo quando ingerisce della caffeina, zuccheri, o farmaci ipereccitanti, provocando in lui uno sdoppiamento di personalità chiamato Grande Cornholio, un personaggio logorroico e farneticante dallo slang ispanico. Quando veste i panni di tale alter-ego, si porta il colletto della maglietta fin sopra la testa, tiene le braccia verso l'alto e si mette a pronunciare frasi disconnesse e contraddittorie. Una volta abbandonata questa sua identità dimostra però di non aver alcun ricordo di ciò che ha fatto. Cornholio appare principalmente in diversi episodi, come in Vaya Con Cornholio, dove viene ritenuto clandestino dalla Polizia e "rimpatriato" in Messico; in un altro, Santo Cornholio, viene ritenuto da una setta di hippie/naturisti la reincarnazione della loro guida appena deceduta. Cornholio e Butthead appaiono anche nella serie animata con plastilina Celebrity Deathmatch, dove si sfidano all'ultimo sangue.
- Butt-head: è l'amico di Beavis e il leader del duo. Dimostra infatti di essere leggermente meno stupido di Beavis, nonostante sappia a malapena leggere. È caratterizzato da una capigliatura castana e perennemente rigonfia, un apparecchio ortodontico a causa di una malocclusione che lascia scoperti i denti superiori, delle lunghe narici e indossa una maglietta nera con sopra il logo degli AC/DC. Ha un carattere molto più ozioso e tranquillo rispetto a Beavis ed è più pigro di lui. Non dimostra molta fedeltà o attaccamento nei confronti dell'amico, in quanto spesso lo chiama con appellativi poco lusinghieri circa la sua stupidità, sfruttando la sua ingenuità per usarlo come cavia in giochi pericolosi o per evitare di esporsi a dei rischi troppo elevati, tanto che in alcune occasioni ha persino rischiato di ucciderlo. Si rivolge spesso alla madre di Beavis come una donna di facili costumi (cosa di cui Beavis sembra andare fiero) e i due arrivano spesso a picchiarsi per motivi futili e stupidi. Possiede una tipica risata che utilizza in continuazione.
- Tom Anderson: vicino di casa dei due, sempre bersagliato da Beavis e Butt-Head con continui dispetti rivolti alla sua casa. È anziano e non ricorda mai con esattezza i nomi dei due ed è un veterano di due guerre, la Seconda guerra mondiale e la Guerra di Corea.
- David Van Driessen: professore del liceo dei due, pacifista, hippie ed ambientalista. Porta costantemente una maglia raffigurante il simbolo della pace, ha gli occhiali, i capelli lunghi e la barba di colore castano chiaro e calza un paio di sandali. Risponde sempre cautamente alle bravate dei due ragazzi, spesso soccombendo a loro in quanto debole di carattere ed incapace di imporsi con severità. È solito finire le frasi dicendo sempre: "Vi va?".
- Bradley Buzzcut: professore di educazione fisica di cui Beavis e Butt-Head hanno paura, per via della sua mole e della sua propensione all'aggressività. Ex istruttore dei Marines con abbigliamento e taglio di capelli militare, bistratta i due per via della loro stupidità, non mancando occasione per apostrofarli in mille modi o minacciarli di farli trasferire al "Liceo Santa Pazienza", un istituto di recupero per piantagrane. In un episodio il duo, loro malgrado, farà espellere il docente dalla scuola. Dopo le prime otto stagioni, ritorna brevemente all'inizio del secondo film.
- Preside McVicker: è il preside della scuola, talmente ossessionato e perseguitato dalle bravate dei due da essere stato condotto all'esaurimento. È costretto ogni volta ad assumere copiose quantità di pillole calmanti per cercare di lenire lo stress al quale è sottoposto, il quale gli provoca tremolii quasi incessanti ed occhi "sbarrati", tanto ormai è giunto al limite della sopportazione. Si può dunque considerare la nemesi dei due protagonisti: se Beavis e Butt-Head sono menefreghisti e privi di scrupoli, lui è invece ossessionato dall'ordine e dalla disciplina, che cerca di impartire in maniera vana. In una puntata è ricoverato in un istituto di igiene mentale e in un'altra, credendo che i due fossero morti - ennesima scusa di Beavis per marinare la scuola - organizza addirittura una festa, ma una volta rivisti i due ragazzi egli è subito vittima di un attacco cardiaco per via del forte spavento e della delusione. In un'altra puntata, ispirata al film "La vita è meravigliosa" di Frank Capra, si immagina la vita del preside se Beavis e Butt-Head non fossero mai nati: gli spettatori lo osservano finalmente tranquillo, libero da stress e calvizie. Dopo le prime otto stagioni, ritorna brevemente all'inizio del secondo film e successivamente nella seconda stagione del reboot (decima).
- Daria Morgendorffer: compagna di scuola dei due, molto intelligente ma non dotata di grande gusto in fatto di abbigliamento. Ragazza cinica e razionale, è una cosiddetta "secchiona" e non riesce a concepire come Beavis e Butt-head possano assumere i loro naturali atteggiamenti, scandalizzandosi ogni volta per le loro bravate. È spesso presa in giro dai due, venendo chiamata "Diarrea". Diventerà il personaggio principale dell'omonimo spin-off (non tornando quindi nella serie madre nell'ottava stagione); apparirà invece, come per il Preside McVicker, in un cameo nella seconda stagione del reboot.
- Todd Iannuzzi: delinquente a capo di una gang cittadina ed autista di magazzino, è l'idolo di Beavis e Butt-Head, i quali ammirano il suo atteggiamento ribelle e al di sopra delle regole. Tuttavia, il sentimento non è reciproco: se i ragazzi lo ammirano egli ne è disgustata e non manca occasione di farglielo platealmente notare, umiliandoli e malmenandoli ogni volta che può. Tuttavia, è particolarmente abile a sfruttare la smodata ammirazione che il duo ripone in lui, ad esempio ogni volta che ha bisogno di soldi o di un posto dove nascondersi dalla polizia, in quanto spesso ricercato dalle guardie per le numerose bravate in cui è coinvolto. Porta dei capelli lunghi e biondi e un pizzetto, ha dei tatuaggi sulle braccia ed indossa una camicia con maniche strappate, dei jeans sfilacciati e degli occhiali da sole scuri. Dopo la serie originale, lo ritroviamo soltanto nel film del 2022, nell'immaginazione di Beavis.
- Stewart Stevenson: conoscente di Beavis e Butt-Head, dei quali crede di essere il migliore amico, spesso deriso dai due per via della sua infantilità. Incapace di imporsi e di far valere le sue ragioni, viene costantemente sfruttato da Beavis e Butt-Head: in un episodio, ad esempio, i due costringono il ragazzo ad usare il PC della scuola per accedere a siti pornografici, tentando poi di far ricadere la colpa su di lui. Stewart è lo stereotipo del perfetto "nerd": in sovrappeso, appassionato di fantascienza e serie TV nonché abilissimo nell'uso del PC e nei videogame. Ha i capelli biondi e indossa sempre una t-shirt dei Winger (nell'episodio "It's a miserable life" indossa però una t-shirt dei Poison). Oltre a Beavis e Butt-Head frequenta spesso i suoi amici della parrocchia, a lui affini per interessi ed attitudine "nerd". Nell'episodio I reni (09x13), si scopre essere il donatore del nuovo rene del Vecchio Beavis: anche lui un uomo di mezz'età (sempre con la maglietta dei Winger), ma decisamente più in salute rispetto al duo; fisicamente ricorda Bill Dauterive, uno dei personaggi principali della serie animata King of the Hill (sempre di Judge).
- Smart Beavis e Smart Butt-head: presenti nel secondo film e successivamente nella serie reboot, sono gli alter-ego (provenienti da un'altra dimensione) "intelligenti" del duo. Introducono gli episodi incentrati sulla versione anziana dei due ragazzi.
- Old Beavis e Old Butt-head: anche loro presenti dapprima nel secondo lungometraggio poi nel reboot, sono la versione temporale alternativa del duo, che mostra come sarebbero diventati se non avessero mai viaggiato nel tempo (come si vede nel film). Ormai due uomini di mezza età, vivono ancora insieme (non nella loro casa ma in un condominio) guardando la televisione seduti sul divano e mangiando nachos, sempre in ozio e stupidità.

## Doppiatori
Il doppiaggio del cartone nella versione italiana fu affidato al comico Paolo Rossi e a Luigi Rosa nelle prime tre stagioni, poi ad Elio e Faso degli Elio e le Storie Tese nella quarta stagione e nella settima. La quinta e la sesta sono doppiate in alternanza dalle due coppie, con una presenza maggiore di Elio e Faso nella quinta e una maggiore di Rossi e Rosa nella sesta. Nell'ottava stagione i doppiatori sono stati invece Francesco Mandelli e Fabrizio Biggio; nella prima stagione del reboot (nona) da Davide Albano e Luca Ghignone e nella seconda (decima) da Shade e J-Ax. Per quanto riguarda i lungometraggi invece, il doppiaggio è stato eseguito da Alessio Cigliano e Neri Marcorè per Beavis & Butt-Head alla conquista dell'America e da Luca Ravenna ed Edoardo Ferrario per Beavis & Butt-Head alla conquista dell'universo. 
| Personaggio        | Voce originale                                                               | Voce italiana |
| ------------------ | ---------------------------------------------------------------------------- | --- |
| Beavis             | Mike Judge                                                                   | Luigi Rosa (st. 1-3, ep. 5x33, 5x37-5x39, 5x42-5x47, 5x49-5x50, 6x2-6x8, 6x11-6x12, 6x14) Faso (ep. 4x1-5x32, 5x34-5x36, 5x40-5x41, 5x48, 6x1, 6x9-6x10, 6x13, 6x15, 6x17-6x20, st.7) Alessio Cigliano (1° film) Fabrizio Biggio (st. 8) Luca Ravenna (2° film) Davide Albano (st.9) Shade (st. 10)    |
| Butt-head          | Mike Judge                                                                   | Paolo Rossi (st. 1-3, ep. 5x33, 5x37-5x39, 5x42-5x47, 5x49-5x50, 6x2-6x8, 6x11-6x12, 6x14) Elio (ep. 4x1-5x32, 5x34-5x36, 5x40-5x41, 5x48, 6x1, 6x9-6x10, 6x13, 6x15, 6x17-6x20, st.7) Neri Marcorè (1° film) Francesco Mandelli (st. 8) Edoardo Ferrario (2° film) Luca Ghignone (st.9) J-Ax (st. 10) |
| Tom Anderson       | Mike Judge                                                                   | Tony Fuochi (st. 2-8) Dante Biagioni (film) Riccardo Lombardo (st. 9-10) |
| David Van Driessen | Mike Judge                                                                   | Massimiliano Lotti (st. 1-8) Gianni Bersanetti (film) Renato Novara (st. 9-10) |
| Bradley Buzzcut    | Mike Judge                                                                   | Sergio Romanò (st. 2-7) Dario Oppido (st. 8) |
| Preside McVicker   | Mike Judge                                                                   | Antonello Governale ? (film) |
| Daria              | Tracy Grandstaff                                                             | Marina Massironi (st. 2-7) Federica Carta (st. 10x23) |
| Todd Iannuzzi      | Mike Judge (1993) Rottilio Michieli (st.3-7, st.8, 2° film e st.10)          | Riccardo Rovatti (stagioni 3-7 e 8) Renato Novara (st. 10) |
| Stewart Stevenson  | Adam Welsh (st. 2-7) Thomas Middleditch (st. 8) Sam Johnson (st. 9 - adulto) | Irene Scalzo Dania Cericola Simone Lupinacci (st. 8) |

### Staff del doppiaggio italiano
| Edizione italiana a cura di | - St. 8: Roberta Ponticiello per MTV              |
| Studio di doppiaggio        | - St. 1-7: Studio P.V. - St. 8: Studio Asci       |
| Direzione del doppiaggio    | - St. 1-7: Antonello Governale - St. 8: Gigi Rosa |
| Dialoghi italiani           | - St. 1-7: Antonello Governale - St. 8: Gigi Rosa |
| Assistenti al doppiaggio    | - Alice Bongiorni                                 |
| Fonici di mix               | - Sergio Dell'Olio                                |
| Fonico di doppiaggio        | - Roberto Cappo, Matteo Maranzana                 |

## Home video

### VHS
Durante i primi anni 2000 sono state distribuite alcune VHS contenenti diversi episodi doppiati in italiano, ma senza video musicali.
LA STORIA DI BEAVIS PARTE 1
Episodi: Donatori di sangue, Palloncini, La colletta, Lo yogurt che figata, Lo scontro, Le bambole siamo noi, Padelle e manici di scopa, Col bambino siamo in tre.
LA STORIA DI BEAVIS PARTE 2
Episodi: Freesbee, Roba scientifica, La cura, Firma qui, Al luna park, Straniero in visita, Autolavaggio, Allo zoo.
BUTTOWEEN
Episodi: Buttoween, Stewart è scomparso, I cittadini dell'ordine, Lascia fare a Beavis, Din don e scappa, Lo show, Porta a porta.

## Altri media

### Fumetti

#### Marvel Comics
Dal 1994 al 1996, la Marvel Comics ha pubblicato il fumetto mensile Beavis and Butt-Head sotto l'etichetta Marvel Absurd. Realizzato da diversi scrittori, ogni numero è stato disegnato dall'artista Rick Parker. In seguito è stato ristampato dalla Marvel UK, che ha creato nuovo materiale editoriale.

### Lungometraggi

#### Beavis & Butt-Head alla conquista dell'America
Nel 1996, un lungometraggio basato sulla serie intitolato Beavis & Butt-Head alla conquista dell'America è stato distribuito nelle sale dalla Paramount Pictures. Il film presenta le voci di Bruce Willis, Demi Moore, Cloris Leachman, Robert Stack, Eric Bogosian, Richard Linklater, Greg Kinnear e David Letterman. Ha ottenuto recensioni per lo più positive da parte dei critici cinematografici e un "due pollici in su" da Gene Siskel e Roger Ebert. Il film ha guadagnato oltre 60 milioni di dollari al botteghino nazionale, segnando un forte ritorno per un film che è costato 12 milioni di dollari per la produzione. Il doppiaggio italiano di Beavis e Butt-head è stato eseguito rispettivamente da Alessio Cigliano e Neri Marcorè.

#### Beavis & Butt-head alla conquista dell'Universo
Negli anni successivi, molti fan hanno vociferato sulla possibilità di un sequel o follow-up del film, intitolato provvisoriamente Beavis and Butt-Head: The Sequel o Beavis and Butt-Head 2. Il 31 agosto 2009, durante la promozione di Extract, Mike Judge ha espresso interesse nel rivedere Beavis e Butt-Head sul grande schermo.
Nel marzo 2018, Judge ha rivelato a Rotten Tomatoes che l'idea di fare un secondo film basato sulla serie era stata sollevata due mesi prima. Nel luglio 2019, Judge ha nuovamente ribadito l'interesse per un potenziale film di Beavis e Butt-Head rivelando di avere "alcune idee". Ha inoltre affermato che probabilmente lo avrebbe diretto.
Il 24 febbraio 2021, il servizio in streaming Paramount+ ha annunciato l'arrivo di un nuovo film basato su Beavis and Butt-Head.
Il 23 giugno 2022 esce il nuovo film, Beavis and Butt-Head Do the Universe (Beavis & Butt-head alla conquista dell'Universo), sempre su Paramount+; in Italia arriva nello stesso anno, 11 ottobre, con i ruoli di Beavis e Butt-head affidati rispettivamente a Luca Ravenna ed Edoardo Ferrario.

### Musica

#### The Beavis and Butt-Head Experience
Un album discografico ispirato alla serie, The Beavis and Butt-Head Experience, venne pubblicato dalla Geffen Records nel 1993. Il proprietario dell'etichetta, David Geffen, ebbe l'idea di produrre un album a tema Beavis and Butt-head, convinto dal successo dello show fin dal suo debutto. Quindi contattò MTV per stipulare un accordo al fine di cofinanziare l'album e successivamente il film. L'album vede la presenza di molti artisti hard rock e heavy metal come Megadeth, Primus, Nirvana e White Zombie. Inoltre, sul disco Beavis and Butt-Head duettano con Cher in I Got You Babe. Per la traccia con Cher fu anche prodotto un video musicale diretto da Tamra Davis e Yvette Kaplan. Il singolo vendette oltre due milioni di copie nel mondo.

#### Tour degli AC/DC
Nel 1995 Beavis e Butt-Head hanno partecipato al Ballbreaker World Tour degli AC/DC per promuovere l'album Ballbreaker. Durante il live, i due vengono mostrati nel backstage nel tentativo di incontrare la band e rimorchiando nel frattempo alcune ragazze. Dopo aver bussato alla porta della sala prove, appare una versione cartoonesca del chitarrista Angus Young che fischietta alla dominatrice Ballbreaker presente su alcuni dei poster promozionali. Dopo aver leccato un trapano, lancia il suo mantello per oscurare lo schermo e si sentono Beavis e Butt-Head urlare pochi istanti prima che la band appaia sul palco. Il film promozionale è stato inserito successivamente nel cofanetto DVD Plug Me In del gruppo.

### Videogiochi
- 1994 — Beavis and Butt-head (Sega Game Gear, Sega Mega Drive/Genesis, SNES, Game Boy)
- 1995 — Beavis and Butt-head in Virtual Stupidity (PC, PlayStation)
- 1996 — Beavis and Butt-head in Calling All Dorks (PC)
- 1996 — Beavis and Butt-head in Wiener Takes All (PC)
- 1996 — Beavis and Butt-head in Little Thingies (PC)
- 1997 — Beavis and Butt-head in Screen Wreckers (PC)
- 1998 — Beavis and Butt-head: Bunghole in One (PC)
- 1999 — Beavis and Butt-head Do U. (PC)

### Spin-off
Nel 1997 è stato creato uno spin-off intitolato Daria, basato sul personaggio di Daria Morgendorffer, l'intelligente e cinica compagna di classe del duo. Il creatore della serie originale, Mike Judge, non è stato coinvolto nella sua realizzazione. È stato trasmesso su MTV dal 1997 al 2001, concludendosi dopo 65 episodi e due lungometraggi.

### Apparizioni al di fuori della serie
- Beavis e Butt-head appaiono nella serie animata con plastilina Celebrity Deathmatch, dove si sfidano all'ultimo sangue. Beavis finisce per trasformarsi nel suo alter-ego Cornholio e riduce Butt-head a brandelli;
- Butt-head fa un cameo nel primo episodio di The Head - La Testa;
- I due appaiono nell'irriverente serie animata in stop-motion Robot Chicken in due episodi: Vegetable Funfest, in cui entrano a far parte dei Teen Titans, e in un altro episodio, dove Beavis è diventato un uomo d'affari serio e razionale (nel frattempo si è separato dall'amico) e dove improvvisamente, tornando a casa in macchina, si ritrova davanti Butt-head, che lo fa ritornare come prima, con tanto di apparazione di Cornholio.
- Il duo appare in una scena del film Austin Powers - Il controspione, in cui il Dottor Male, l'antagonista della pellicola, proietta per sbaglio una puntata della serie.
- Prima del film Jackass 3D, Beavis e Butt-head spiegano la funzione degli occhialini 3D e alla fine del chiarimento, dicendo che la sua mano è in 3D e perciò secondo lui non è reale, Butt-head comincia a schiaffeggiare Beavis, per poi dare il benvenuto al film.
- Compaiono in alcune repliche di puntate del Jersey Shore: quando uno dei protagonisti parla al telefono, sono Butt-head e Beavis a rispondere, prendendo in giro gli inquilini di Seaside e facendo pubblicità della loro ottava serie.
- Durante la quindicesima puntata della seconda stagione del telefilm Friends, Finalmente Ross e Rachel, Joey e Chandler ridono sdraiati nelle loro poltrone mentre guardano in tv una puntata di Beavis and Butt-head.
- Vi è un'apparizione dei due in una schermata video nel film fantapolitico La seconda guerra civile americana, duettando con la cantante Cher in un suo video musicale.
- Appaiono in due scene della puntata dei Griffin Il matrimonio di Peter & Lois: nella prima deridono Lois insieme a Peter, inquadrato per l'occasione con il loro stesso tipo d'abbigliamento e capigliatura, per una sua presunta gaffe (la donna in una frase dice would, che però fraintendono in wood, "legno"; nell'edizione italiana il gioco di parole è reso come un doppiosenso tra "le mie pene" e "il mio pene", con i ragazzi che dovrebbero ridere di Lois che è "presumibilmente" diventata transgender), mentre nella seconda, che chiude l'episodio, ridacchiano mentre la loro immagine si sovrappone a due grattacieli.
- Appaiono in una scena della serie Due Uomini e Mezzo, in cui Jake ed il suo amico Elridge guardano una loro puntata alla TV.
- Si può vedere il volto di Butt-head su un volantino elettorale nel film Cip & Ciop agenti speciali, in veste di candidato come presidente.

### Slot online
Nel 2019 lo studio di videogiochi britannico Blueprint Gaming ha lanciato lo slot online Beavis and Butt-Head, il quale presenta momenti e scene provenienti dalla serie animata e dal lungometraggio.
Lo slot è stato uno dei 10 più esposti nei casinò online del Regno Unito, qualche giorno dopo la sua uscita a fine maggio 2019.